# هيو أرشيبالد كلارك
هيو أرشيبالد كلارك هو ملحن كندي، ولد في 18 أغسطس 1839 في تورونتو في كندا، وتوفي في 16 ديسمبر 1927 في فيلادلفيا في الولايات المتحدة.

## وصلات خارجية
- هيو أرشيبالد كلارك على موقع ميوزك برينز (الإنجليزية)